# Vincent Scotto
Vincent Scotto (Marsella, Francia; 21 de abril de 1874-París, 17 de noviembre de 1952) fue un compositor francés, una de sus canciones más famosas fue "Sous les ponts de Paris".
Compuso cuatro mil canciones, sesenta operetas y la música de más de doscientas películas, entre ellas las de su amigo Marcel Pagnol.
A él se deben muchos de los grandes éxitos de Felix Mayol, Maurice Chevalier, Reda Caire, Fréhel ("La Java bleue").
En 1973 se emitió una película para televisión La vie rêvée de Vincent Scotto.